# Ixora javanica
Ixora javanica är en måreväxtart som först beskrevs av Carl Ludwig von Blume, och fick sitt nu gällande namn av Dc.. Ixora javanica ingår i släktet Ixora och familjen måreväxter. Inga underarter finns listade i Catalogue of Life.